# Голдовець
Голдовець (пол. Hołdowiec) — село в Польщі, у гміні Казімежа-Велька Казімерського повіту Свентокшиського воєводства.
Населення — 199 осіб (2011).
У 1975-1998 роках село належало до Келецького воєводства.

## Демографія
Демографічна структура на день 31 березня 2011 року:
|          | Загалом | Допрацездатний вік | Працездатний вік | Постпрацездатний вік |
| -------- | ------- | ------------------ | ---------------- | -------------------- |
| Чоловіки | 101     | 19                 | 63               | 19                   |
| Жінки    | 98      | 16                 | 52               | 30                   |
| Разом    | 199     | 35                 | 115              | 49                   |